# جراح کل ایالات متحده آمریکا
جراح کل ایالات متحده آمریکا رئیس عملیاتی سپاه خدمات بهداشت عمومی آمریکا بدین ترتیب سخنگوی ارشد در خصوص مسائل بهداشت عمومی در دولت فدرال ایالات متحده آمریکا است. جراح کل از سوی رئیس‌جمهور آمریکا نامزد شده و در صورت کسب رأی اعتماد اکثریت سنای ایالات متحده به این سمت منصوب می‌گردد.
از جراح کل‌ها میتوان ویوک مورتی، جویسلین اِلدِرز و جروم آدامز را نام برد
جویسلین اِلدِرز نخستین سیاه‌پوست است که توانسته به سمت جراح کل ایالات متحده آمریکا دست یابد. وی را به سبب بحث‌های بی‌پروایی که در رابطه با عقایدش پیرامون موضوع‌های جنجالی چون آزادسازی مواد مخدر، خودارضایی و پیشگیری از بارداری در مدارس داشته، می‌شناسند.